# بورت لويس
بورت لويس (بالإنجليزية: Port Louis)‏ هي عاصمة موريشيوس. تقع في دائرتها الخاصة وبلغ عدد سكانها 147,688 نسمة وذلك بحسب إحصاء من عام 2003، والمدينة بها مناء يطل على المحيط الهندي وهي أكبر مدينة في البلاد.

## تاريخ

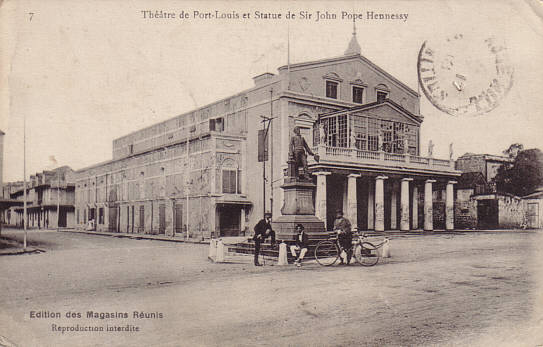
صورة فوتوغرافية لمسرح بورت لويس تعود للفترة ما بين عامي 1900 و1910.

تاسست بورت لويس سنة 1735 من قبل المستعمرين فرنسيين ولكنها اليوم مدينة صغيرة متعددة الأعراق مسكونة من قبل احفاد مهاجرين هنودو صينيونو افارقة واروبيون.
استولى الهولنديون على جزيرة موريشيوس سنة 1638. في السنوات الأولى لوصولهم احتلو نقطتين في الجزيرة خليج الميناء الكبير الذي كان يسمى وقتها «ارويك هافن» وبور لويس الذي سمي «نورد واسترن هافن». تغير اسم المكان عبر الزمن مع تغير محتلي الجزيرة.
في بداية الاحتلال الفرنسي، سمي المكان بور لويس. ولم يتم التاكد من اصل الاسم. بعض الباحثين يدعون تسميتها على اسم الملك الفرنسي حينها، لويس XV، بينما يعتقد غيرهم انه سمي على اسم بور لويس (موربيهان)، ببروتاني. في 1729، نيكولا دي مابون أصبح حاكم الجزيرة. في ادارته أصبحت المدينة العاصمة والميناء الرئيسي، على حساب بور بوربان. في 1732 قامت الشركة الفرنسية للهند الشرقية ببعث، المهندس كوسنيي للمساعدة في تحصين المدينة وبناء الميناء ولكنه لو يحقق اهدافه لسوء علاقاته مع المجلس المحلي
أعمال البناء الكبرى تواصلت في حكم برنار فرونسوا ماهي دو لابدني. وصل إلى الجزيرة في 1735 وفي غضون عشر سنوات أصبحت المدينة تتمتع بسور يحميها، وعدة مباني كالمخازن ومستشفى. وبنيت كل هذه الإنشاءات على ايدي العبيد الافارقة والعمال القادمين من الهند. ثم تم بناء قصر الحاكم ومقر المجلس الأعلى.
من 1767 إلى 1790، مرت فرنسا باضطرابات ملكية. في اخر سنوات إدارة الشركة الفرنسية للهند الشرقية تناقص اهتمام السلطات بالمدينة. واهمل الميناء وامتلئ بحطام السفن ضحية اعصار. وأصبحت عدة مباني في حالة سيئة. المندوب الملكي، بيار بوافر، سعى إلى جعل الامور تتطور بايجابية. وساهم في جعل حيات سكان العاصمة احسن من السابق. عند رحيله سنة 1772، كانت المدينة قد كبرت بثلث حجمها الأصلي\b.
بين سنتي 1772 و1781 تمت توسعة الميناء فأصبح قاعدة للعمليات البحرية في الهند وخلال حرب استقلال الوليات المتحدة الأمريكية. ومع الثورة الفرنسية، أصبحت بور لويس تسمى بور نابوليون، في 1804، على شرف بونابرت المنصب حديثا. واخذت المدينة اسمها النهائي بعد استسلام الفرنسيين امام القوات البريطانية سنة 1810.
من 1810 إلى 1921، مر تعداد سكان بور لويس من 24000 إلى أكثر من 50000 أغلبيتهم من المهاجرين الهنود الذين كانو في اكثريتهم من التجار المسلمين. أصبحت المدينة دائرة سنة 1850.

## اقتصاد

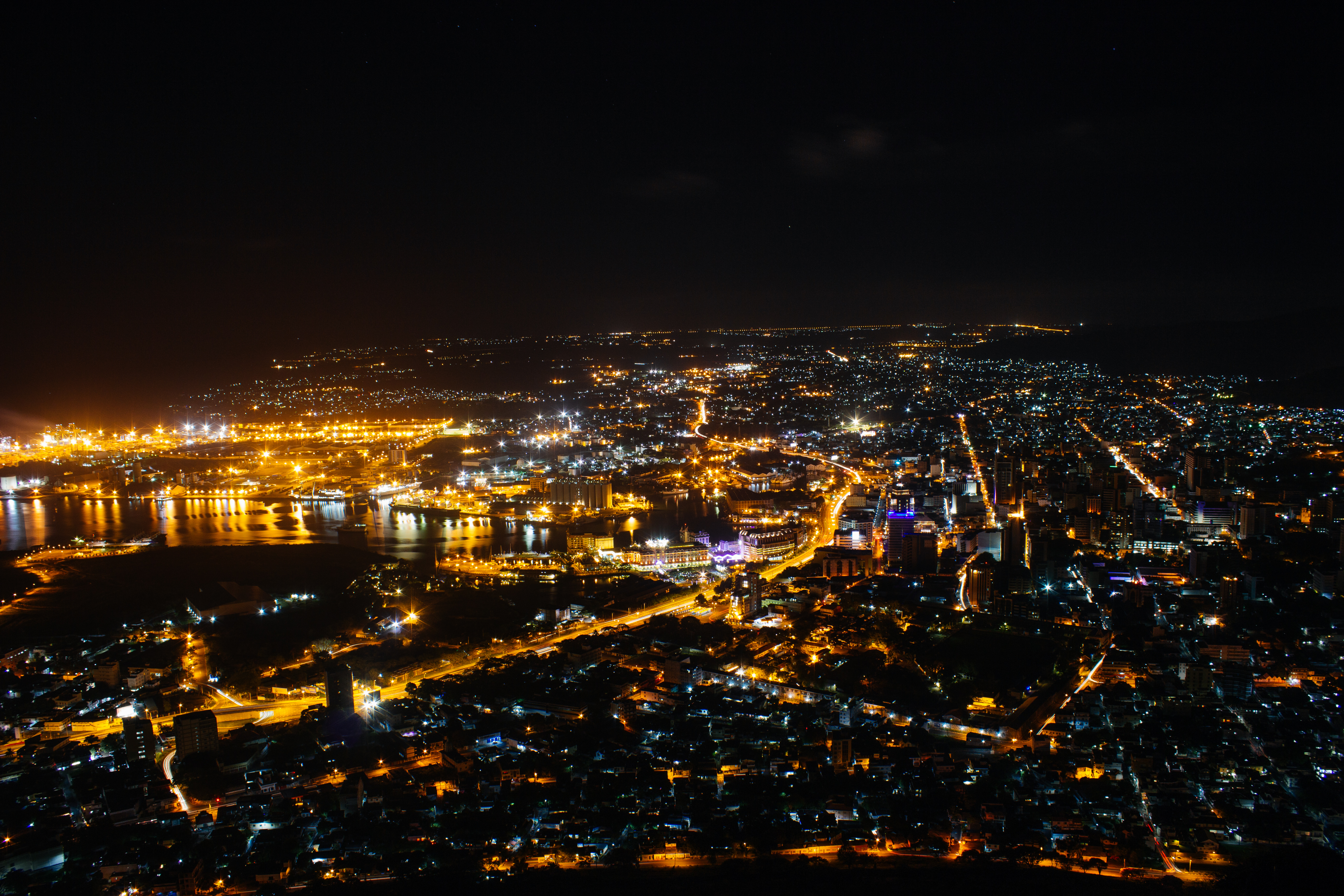
منظر عام للمدينة عام 2013

معظم دخل المدينة متاتي من الانشطة المينائية - والتي تمثل التجارة الخارجية في موريشيوس. حديثا أصبح الميناء ميناء عالميا حيث ينتظر ان تبلغ عمليات الشحن 300000 سنة 2005.
قطاع النسيج يهيمن على الصناعة، ولكن المنتوجات الكيميائية والبلاستيكية والدوائية تقدم مساهمة جيدة
السياحة أيضا نشاط هام. خاصة بعد تهيئة المرافق السياحية زاد عدد السياح بالمدينة.
ويهيمن اقتصاد المدينة في الغالب على مركزها المالي ومرافق الموانئ والسياحة وقطاع الصناعات التحويلية التي تشمل المنسوجات والمواد الكيميائية والبلاستيك والمستحضرات الصيدلانية. بورت لويس هي موطن لأكبر منشأة ميناء في منطقة المحيط الهندي واحدة من المراكز المالية الكبرى في أفريقيا

## معالم ومواقع تاريخية
- كودان واتر فرونت، مارينا يضم مركز تجاري.
- كاتدرائية بور لويس.
- جامع الأقصى دو بلونت فارت (النبتة الخضراء)، افتتح في 5 أكتوبر 1805 عندما كانت الجزيرة فرنسية.
- تمثال برنار فرونسوا ماهي دو لابدني امام قصر الحاكم
- أبرافاسي غات من مواقع التراث العالمي
- متحف بور لويس

## شخصيات
الشخصيات التالية ولدت بسانت لويس:
- شارل اكواد براون سكاد (1817-1894)، عالم نفس وعالم اعصاب بريطاني.
- فرانسيس تومي (1850-1909)، موسيقي.

الشخصيات التالية ماتت بسانت لويس:
- جون بابتيست ليسلي جيوفوري (1755-1836)، عالم فرنسي.
- جاك ديزير لفال(1803-1864)، حافض جزيرة موريس.

## المدن التوأمة
| - الدوحة، قطر - كراتشي، باكستان - La Possession، لا ريونيون - لو بورت، ريونيون ‏، لا ريونيون |